# De Havilland Vampire
de Havilland Vampire (Vampyr), även känt under produktnamnen DH 100, DH 113 och DH 115 beroende på variant, var ett brittiskt jetdrivet jaktflygplan från 1940-talets andra hälft. Typen togs i bruk hos Storbritanniens flygvapen år 1945 precis innan andra världskrigets slut men hann inte delta i någon form av strid innan kriget tog slut. Typen kom dock att tjäna i främsta linjen hos det brittiska flygvapnet fram till 1955.
Vad som utmärker de Havilland Vampire historiskt är dess export under följande decennium. Typen kom att exporteras till ett stort antal länder, däribland Australien, Kanada, Finland, Frankrike, Indien, Nya Zeeland, Norge, Rhodesia, Sverige och Schweiz. Planet kom även att licenstillverkas i flera länder, bland annat Australien, Frankrike och Schweiz. Typen är också känd för sin okonventionella konfiguration av dubbel stjärtbom.
Nästan 3 300 Vampire kom att tillverkas, varav en fjärdedel på licens. De Havilland Vampire kom även att vidareutvecklas till de Havilland Venom, en kraftigare version med svepta vingar och en de Havilland Ghost-motor. Venom, likt Vampire, kom också att exporteras och licenstillverkas.

## Historia

### Projektering och utprovning
Vampire började som ett experimentflygplan, till skillnad från Gloster Meteor som hade specificerats som ett jaktplan. Det nya flygplanet gavs specifikationen E.6/41 och konstruktionsarbetet på DH-100 började vid de Havillands fabrik vid Hatfield i mitten av år 1942, två år efter Meteoren.
Flygplanet kallades ursprungligen Spidercrab och var helt och hållet ett de Havillandprojekt. Man använde företagets breda expertkunskaper i att använda formad plywood för flygplanskonstruktion (se Mosquito). Detta var sista gången man använde en komposit-trä/metall-konstruktion i ett högpresterande militärt flygplan. Flygplanet hade konventionella, raka vingar och en jetmotor som var placerad i den äggformade, aluminiumtäckta flygkroppen. Utblåset satt direkt bakom motorn. För att minimera dragkraftsförlusten gjordes utblåset så kort som möjligt, och flygplanet fick därför två stjärtbommar, liknande dem som fanns på Saab 21.
Geoffrey de Havilland flög den första prototypen LZ548/G den 30 september 1943 från Hatfield, endast sex månader efter Meteoren. Den första flygningen hade försenats eftersom man måste sända den enda kvarvarande motorn till Lockheed för att ersätta en som förstörts i marktester i prototypen hos XP-80. Produktionsversionen Mark I flög först i april 1945 och de flesta byggdes av English Electric Aircraft på grund av det produktionstryck för övriga flygplanstyper, som fanns på de Havillands produktionsenheter. Trots att flygplanet togs emot med öppna armar av RAF höll jaktversionen fortfarande på att utvecklas när kriget tog slut.

### Vidareutveckling

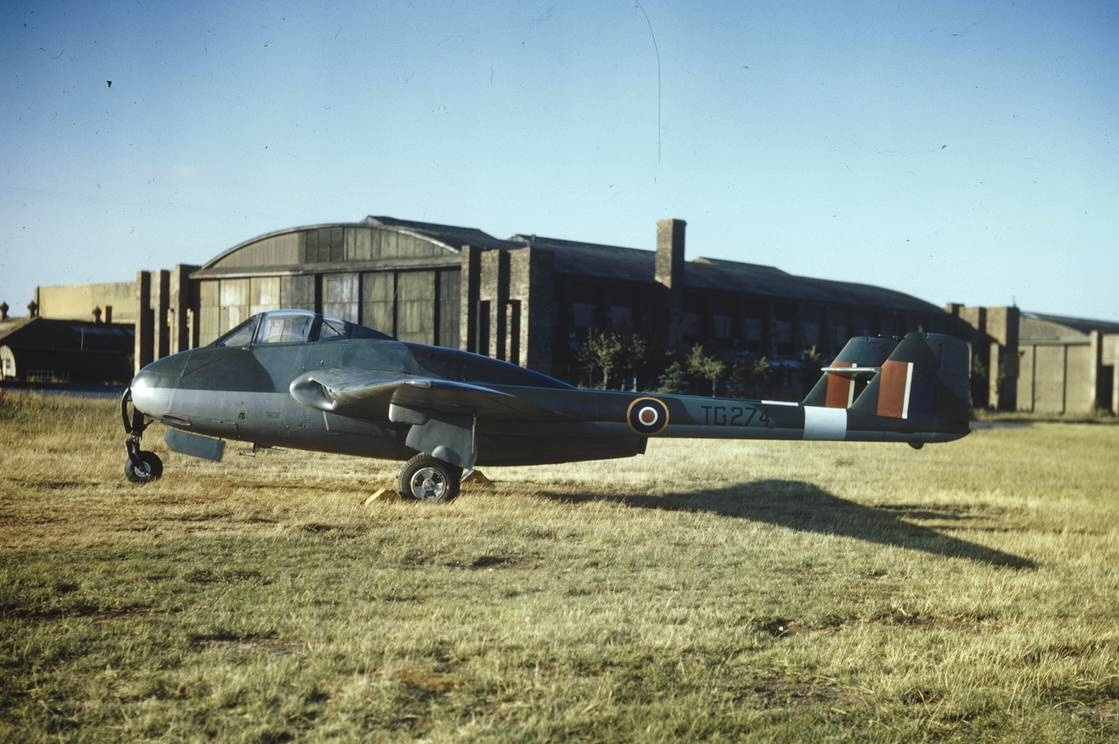
Vampire Mk. 1

Den första motorn som användes på de Havilland Vampire var en de Havilland Goblin med 9,3 kN dragkraft som hade konstruerats av Frank Halford och byggts av de Havilland. Motorn var av centrifugalflödestyp, en design som snart skulle passeras av smalare axialflödesmotorer. Denna motor gav inledningsvis flygplanet kort räckvidd – ett problem som gällde alla tidiga jetplan. Det sades även att flygplanet, på grund av att motorn var belägen så nära marken, inte kunde stå stilla någon längre stund med motorn på, eftersom värmen från motorn kunde smälta asfalten som det stod på.
När nya Vampire-versioner konstruerades var det ofta motorn som uppgraderades. Tidiga Vampire Mk 1 använde Goblin I men under produktionens gång bytte man senare till den starkare Goblin II. Vampire Mk 2 och Mk 4 planerades använda den betydligt starkare Rolls-Royce Nene-motorn, men enbart ett mindre antal prototyper och försöksvarianter kom att byggas av Mk 2, medan Mk 4 stannade på ritbordet. Vampire Mk 3 och följande brittiska varianter kom att använda den mycket starkare Goblin III-motorn. Vampire byggda i Australien och Frankrike kom dock att använda Nene-motorn.
Vampire Mk 5 kom att utformas som ett jaktbombflygplan för att utöka flygrollerna från jakt- till markattackflygplan. Vingarna kortades ner, förstärktes och utrustades med fästen för bomber eller raketer. Jaktbombplanet Mk 5 (FB.5) blev den mest numerära varianten med sin 473 byggda flygplan.

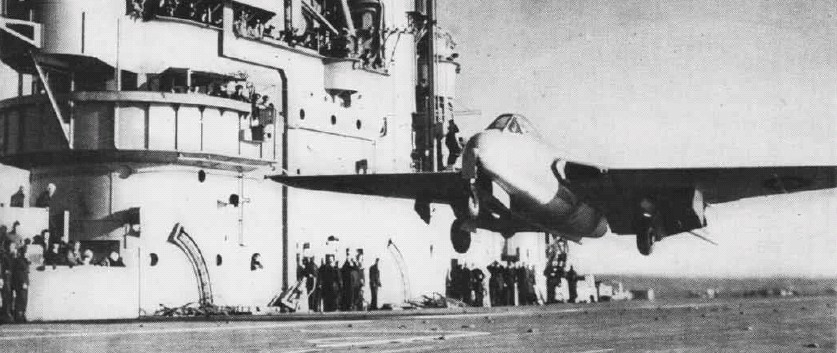
Vampire som testas som marint jaktflygplan ombord på hangarfartyget HMS Ocean (R68) 1945.

Vampire kom även att göra tjänst som marinflygplan hos den Brittiska flottan. Den brittiska flottan hade varit mycket imponerad av flygplanet sedan den 3 december 1945, när en Vampire testades ombord hangarfartyget HMS Ocean. Detta ledda till att den brittiska flottan beställde en marinanpassad variant av Vampire Mk 5 under namnet Sea Vampire. Detta blev den Brittiska flottans första reaflygplan.
Den sista Vampiremodellen var Mk 11 – ett skolflygplan. Detta flygplan flög för första gången år 1950 och över 600 flygplan producerades både för flygvapnet och flottan. Träningsflygplanet förblev i brittisk tjänst fram till 1966.

### Rekord
Vampire var ett exceptionellt mångsidigt flygplan som satte många rekord. Bland annat var det det första RAF-flygplanet med en topphastighet över 500 mph. Med kapten Eric "Winkle" Brown vid spakarna blev en Sea Vampire det första jetflygplanet som startade och landade på ett hangarfartyg och 1948 satte John Cunningham, en officerare i Storbritanniens flygvapen, ett nytt höjdrekord på 18 119 meter. Den 14 juli 1948 blev Vampire F3:or från No. 54 Squadron RAF de första jetflygplanen som flög över Atlanten. De flög via Stornoway, Island och Labrador till Montréal på sin första rutt i en goodwillturné i Kanada och USA, där de gjorde flera uppvisningar i formationsflygning och luftakrobatik.

### Flygande exemplar
Flera Vampireflygplan är ännu flygvärdiga idag och många har bevarats. Vissa exemplar har ställts ut vid Mosquito Aircraft Museum i Hertfordshire, vid Museum of Transport and Technology i Auckland, Canadian Warplane Heritage Museum och Royal New Zealand Air Force Museum. Ett exemplar, en tvåsitsare, står för tillfället i en hangar i Tatui, São Paulo, Brasilien, efter att ha gjort den längsta flygresan någonsin för ett Vampireflygplan.

## Användning i Sverige

### J 28A (Vampire Mk 1)

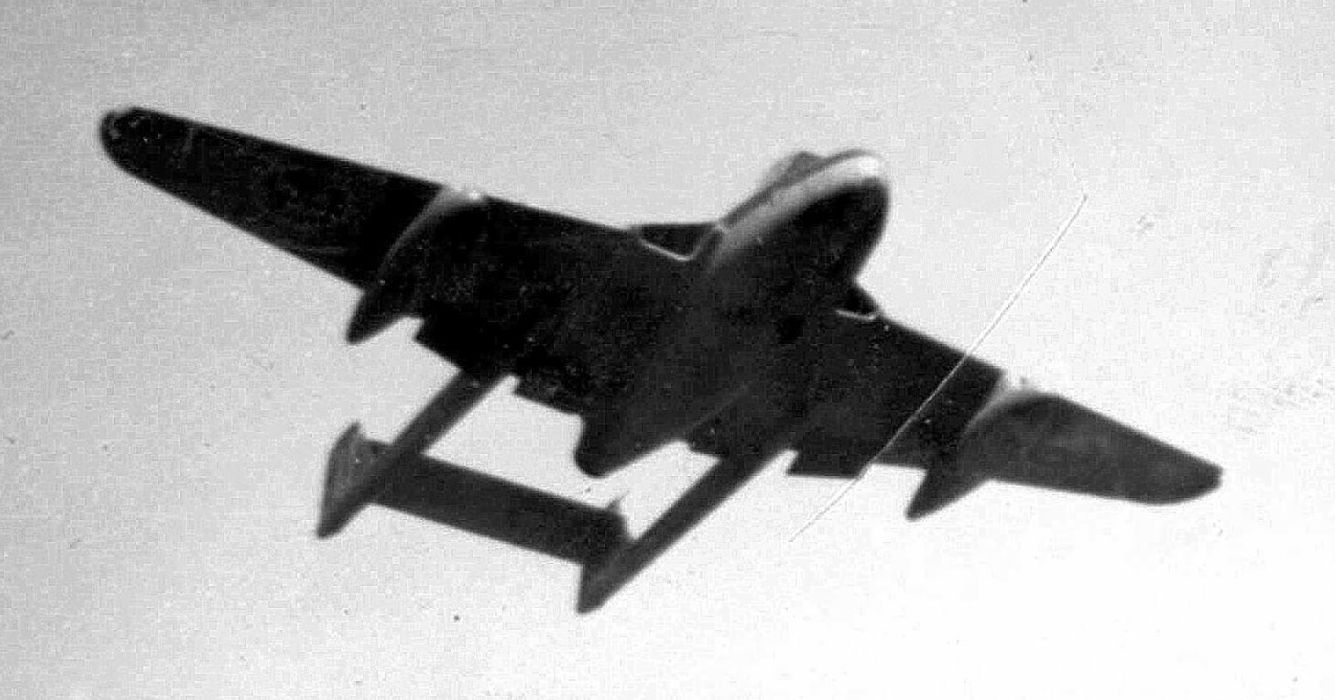
J 28A med tidiga okortade vingar

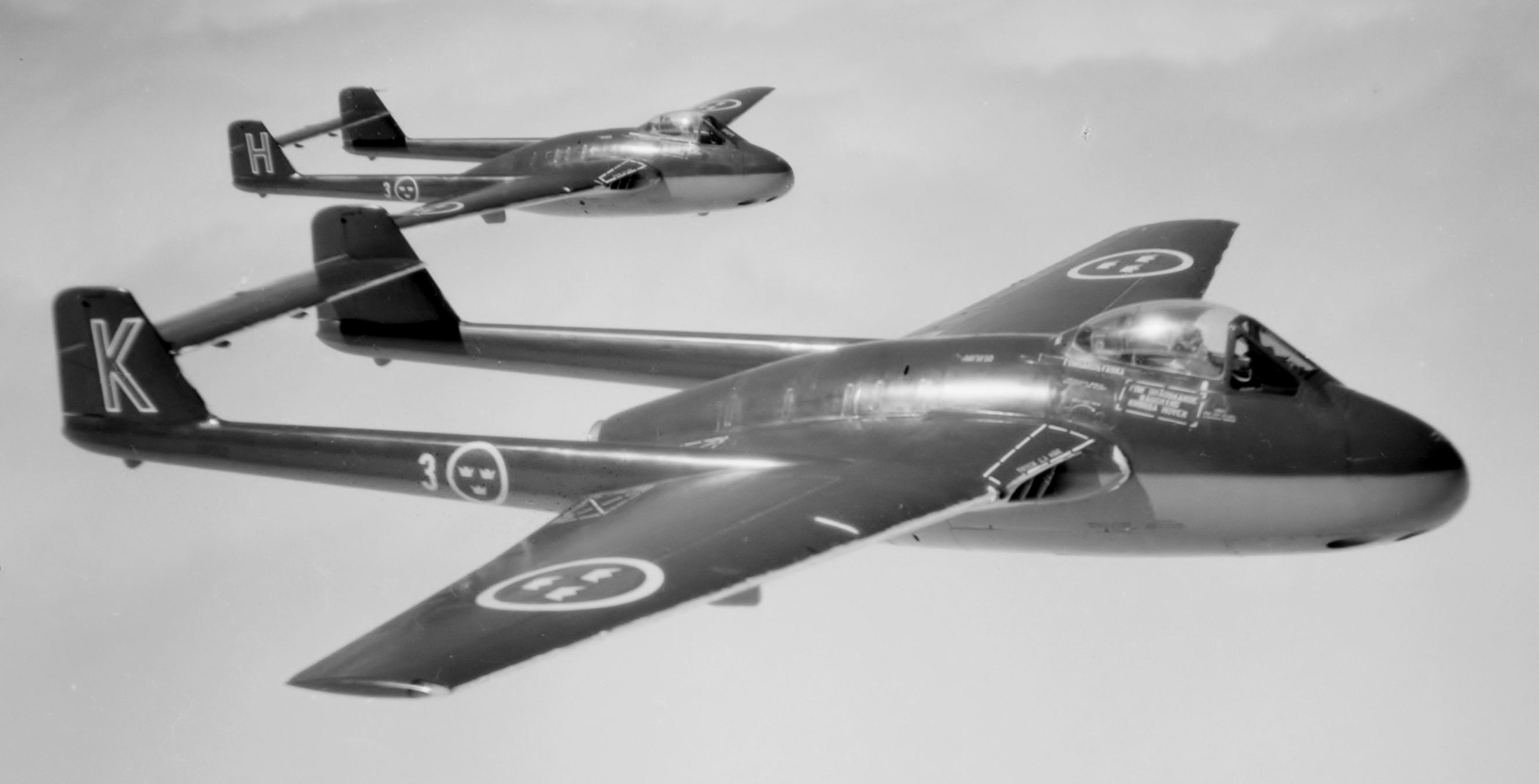
Två stycken J 28A från F 3 med senare nerkortade vingar

Det Svenska Flygvapnet tecknade den 23 januari 1946, som planets första utländska kund, en beställning om 70 Vampire Mk 1. Typen började levereras till Bråvalla flygflottilj (F 13) i juni samma år och betecknades till en början enbart J 28. Beteckningen ändrades sedan till J 28A den 11 augusti 1948 i och med köpet av Vampire Mk 50 som blev J 28B.
J 28A var bestyckad med fyra 20 mm Hispano mk.II automatkanoner, i Sverige betecknade 20 mm automatkanon m/46, kort 20 mm akan m/46, och var försedd med en Goblin II-motor, i Sverige betecknad Reaktionsmotor 1, kort RM1, vilket var den första reaktionsmotorn i det svenska flygvapnet. RM1 kom även att importeras separat för användning flygplanet i J 21RA. För övning kunde de fyra 20 mm automatkanonerna bytas ut mot två 12,7 mm akan m/39 med 120 skott var som monterades i de yttre vapenlägena.
J 28A var till en början i stor del identisk med brittiska Vampire Mk 1, men 1950 skickades alla J 28A till CVM för att få vingarna nerkortade i regi med J 28B (fast 1 cm kortare) för att förbättra flygegenskaperna.
J 28A tjänstgjorde på F 13 fram till 1950 då de blev ersatta av J 29 Tunnan. J 28A överfördes då till Östgöta flygflottilj (F 3) på Malmslätt där de användes till 1953. Efter att J 28A varit stationerad vid F 3 skickades de till flygkadettskolan (F 20) i Uppsala för att användas som skolflygplan. Versionen fanns i aktiv tjänst till 1955, varefter första flygplanet, 28001, gömdes på Malmslätt för ett framtida museum. J 28A fanns kvar i det svenska flygvapnet fram till 1956, vartefter de flesta planen troligen skrotades.

### J 28B (Vampire Mk 50)

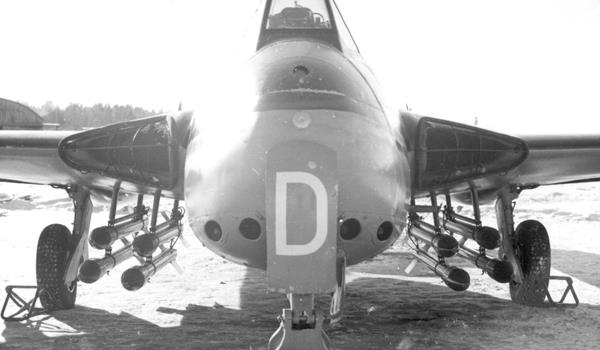
J 28B lastad med svenska attackraketer, typ 15 cm sprängraket m/51.

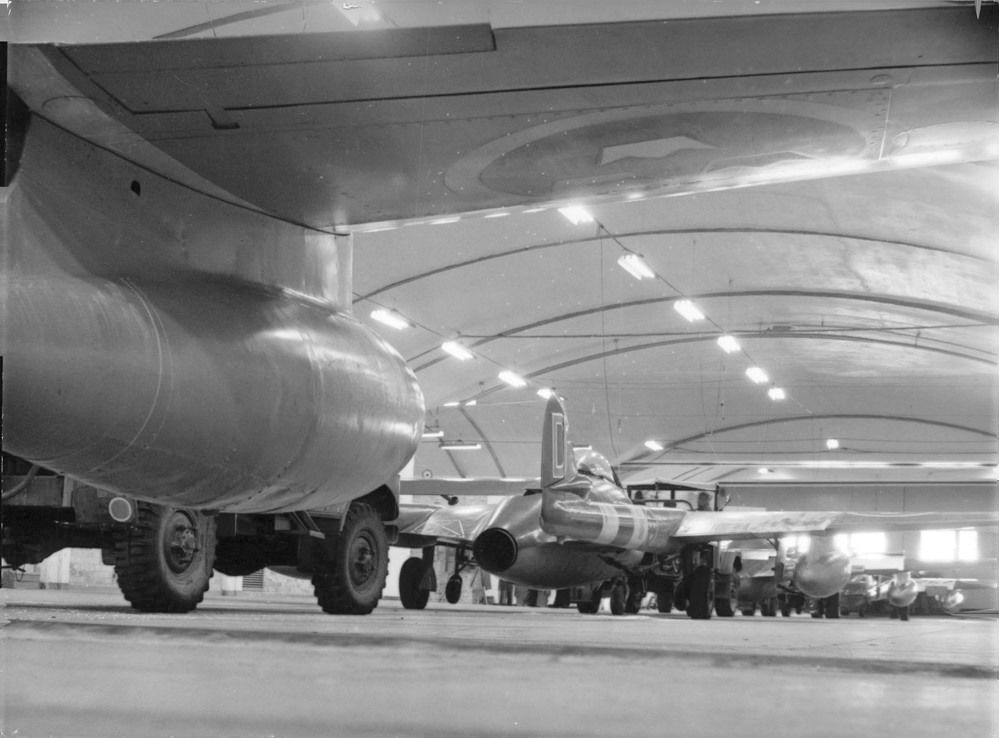
J 28B på högsta beredskap i en berghangar.

Erfarenheterna med J 28A var så goda att det Svenska Flygvapnet senare köpte en modernare Vampire-version kallad Vampire FB Mk 6, vilken exporterades till Sverige under exportnamnet Vampire FB Mk 50. I Sverige fick typen beteckningen J 28B.
J 28B skiljde sig från J 28A i följande avseenden:
- Större bränslekapacitet
- Starkare motor i form av de Havilland Goblin III, vilken licenstillverkades i Sverige under beteckningen RM1A[6]
- Förbättrad bestyckning i form av fyra 20 mm akan m/47B automatkanoner
- Attackkapacitet i form av 4-8 attackraketer: 8 cm prak m/46, 15 cm srak m/46, 14,5 cm psrak m/49, 15 cm srak m/51
- Förbättrad aerodynamik i form av nerkortade kvadratiska vingspetsar och ovala sidroderfenor

Första flygplanen levererades 1949 till Svea flygflottilj (F 8) där de ersatte den då föråldrade J 22. Leveranserna fortsatte fram till 1952 då totalt 310 flygplan levererats. Övriga flottiljer som fick J 28B var Jämtlands flygflottilj (F 4) , Göta flygflottilj (F 9), Skånska flygflottiljen (F 10), Hälsinge flygflottilj (F 15) samt Södertörns flygflottilj (F 18).
J 28B blev som jaktplan ganska snabbt föråldrad men fanns i aktiv tjänst i första linjen till 1955. 1956 var typen helt ersatt i första linjen med J 29 och J 34 Hawker Hunter.
J 28B kom även att användas som attackflygplan. 1953 skickades J 28B till Hallands flygflottilj (F 14) för att ersätta deras B 18B i väntan på att SAAB kunde leverera A 32A Lansen. Typen fungerade tillfredsställande som attackflygplan eftersom den kunde bära åtta attackraketer under vingarna. Automatkanonerna var också användbara mot markmål. Dessa J 28A, som ibland kallas A 28B, ersattes av A 32A Lansen år 1957.
Förutom sina officiella roller som jakt- och attackflygplan användes J 28B även som inskolningsflygplan hos spaningsflottiljer som Södermanlands flygflottilj (F 11) och Norrbottens flygflottilj (F 21) innan de fick sina första S 29C Tunnan. Dessa J 28B utrustades inte med kameror, utan användes för att ge flottiljerna erfarenhet av reaflygplan, då F 11 skulle gå från S 31 Spitfire till S 29C Tunnan och F 21 från S 26 Mustang till S 29C Tunnan. Under denna period kallades dessa J 28B ibland för S 28B.
År 1956 började man överföra ett större antal J 28B till Krigsflygskolan (F 5) där de skulle användas som skolflygplan. 1966 var sista året som aspiranter ur kategori C652 flög J 28B. Likt A 28B och S 28B blev dessa J 28B ibland kallade Sk 28B.

### J 28C (Vampire Mk 55)

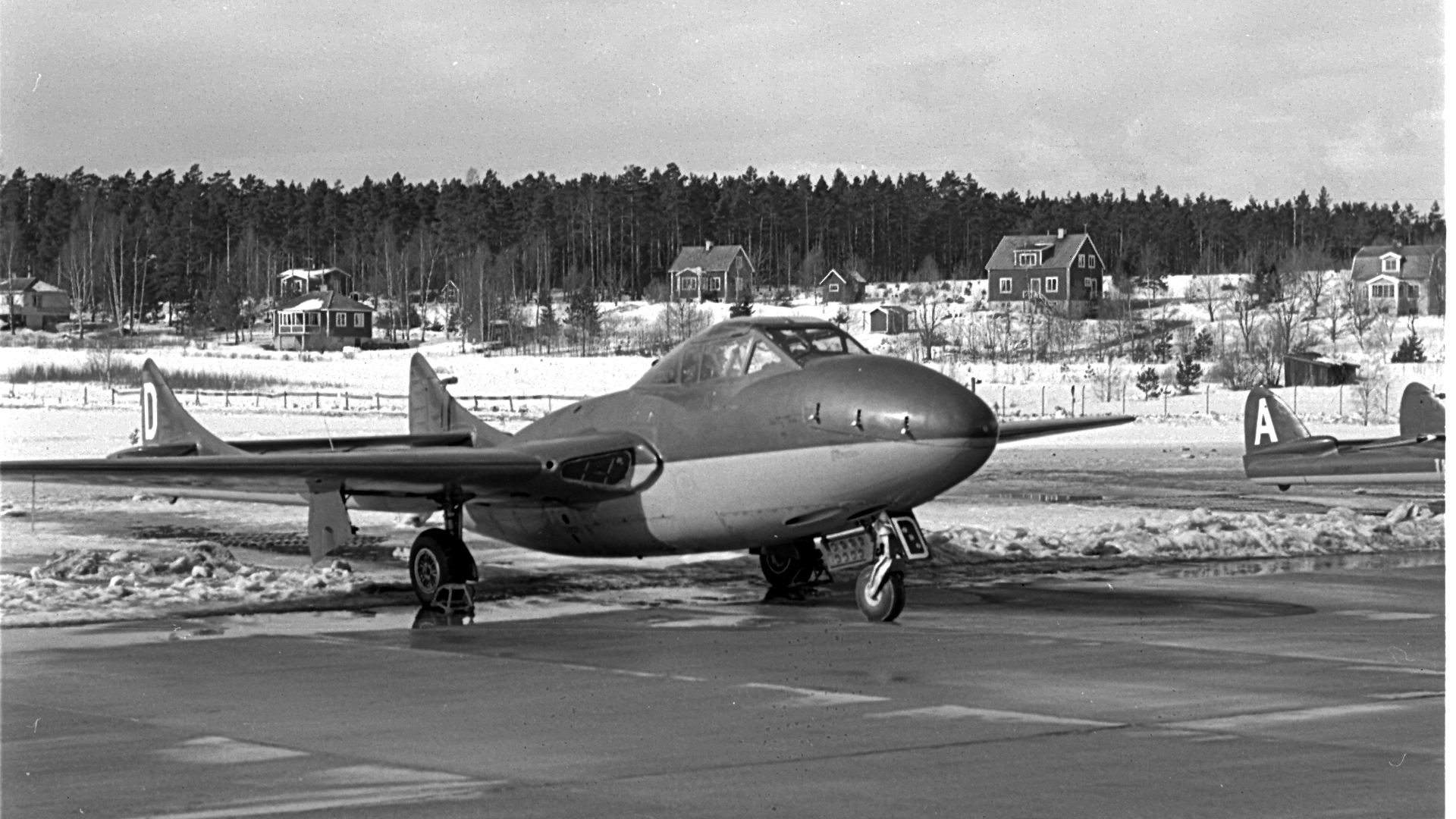
J 28C-1 med "växthus-huv" och de senare sidroderfenorna.

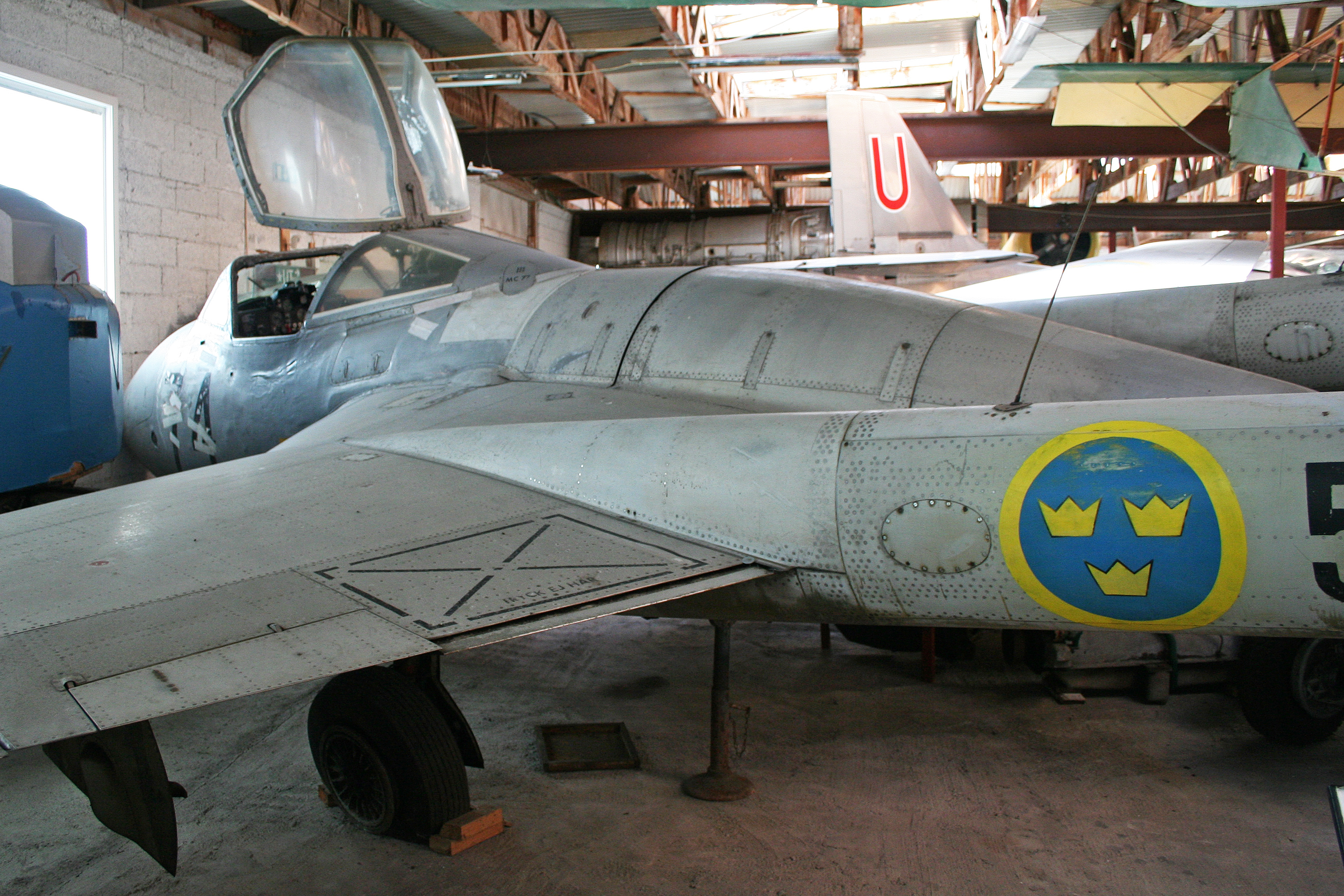
J 28C-2 med den förbättrade huven hos Svedinos Bil- och Flygmuseum.

I januari 1952 beställde det svenska flygvapnet 20 stycken tvåsitsiga de Havilland DH 115 Mk 55, en exportversion Vampire T Mk 11. Dessa fick beteckningen J 28C och kom inledningsvis att användas som jaktplan på de flottiljer som hade J 28B, det vill säga Jämtlands flygflottilj (F 4), Hälsinge flygflottilj (F 15) och Södertörns flygflottilj (F 18).
J 28C hade samma 20 mm akan m/47B-kanoner som J 28B men var försedd med en ny tvåsitsig förarkabin uppbyggd av flera olika glaspaneler i regi med ett växthus (denna typ av förarkabin brukar kallas "birdcage" (fågelbur) på engelska) och nya sidroderfenor. Det förekom två typer av sidroderfenor; en typ med liknande konstruktion till J 28B fast med förhöjda spetsar och sidomonterade spetsar i linje med höjdrodret, och en typ där man utöver tidigare nämnda ändringar även förlängt fenytorna framåt för att skapa större fenytor. Den senare var mer lämpad för spinnövningar än den tidigare konstruktionen och förekom på alla individer förutom de tre först levererade exemplaren: 28411, 28412 och 28413.
Efter ett år i tjänst beställdes ytterligare tio J 28C vilka tillfördes Hallands flygflottilj (F 14), samt F 4 och F 15. Ytterligare ett år senare lät man på försök två elevomgångar från Krigsflygskolan genomföra en del av sin grundläggande flygutbildning på J 28C hos Skånska flygflottiljen (F 10) och F 14 parallellt med flygning med Sk 16 i skede 2. Resultatet var så lyckat att man bestämde sig att ersätta Sk 16 helt som skolflygplan med Vampire. Därför beställdes ytterligare 15 tvåsitsiga flygplan av de Havilland, denna gången av modellen DH 115 Vampire Mk. 55A. Dessa hade en ny huv uppbyggd av två stora glaspaneler som till skillnad från den tidigare modellen gav förbättrad utsikt och gjorde i- och urstigning enklare, samt även nödutsprång. Sidroderfenorna var av den senare typen beskriven ovan som hade förlängda ytor. Flygplanen saknade även beväpning helt. Detta tillsammans med ett något annorlunda elsystem gjorde att de nya flygplanen fick beteckningen J 28C-2, medan tidigare J 28C blev ombetecknade J 28C-1.
När F 14 började få sina A 32A bestämdes det att 12 av deras J 28B skulle byggas om till J 28C. Framkroppar och stjärtpartier beställdes från de Havilland i Storbritannien och dessa monterades på i Sverige av Centrala Flygverkstaden Malmslätt (CVM). Dessa individer var i stort sett identiska med J 28C-2 men fick dock en egen beteckning i form av J 28C-3.
Samtliga J 28C-1, C-2 och C-3 baserades på Krigsflygskolan i Ljungbyhed tillsammans med kvarvarande J 28B, med undantag för en J 28C som flög på stabsdivisionen på F 8 fram till sommaren 1968. Första omgången fältflygarelever som ryckte in 1967 på Krigsflygskolan blev sista kullen att flyga Vampire under sin utbildning. De flög enbart den tvåsitsiga versionen. Efter deras examen togs typen helt ur tjänst.
J 28C kallas relativt ofta för Sk 28C, vilket egentligen bara är ett smeknamn.
Samtliga Vampire i det svenska flygvapnet saknade katapultstol.

### Basering av J 28
| Beteckning | Typ           | Antal | Tjänstetid  | Roll                                                         | Basering                                          |
| ---------- | ------------- | ----- | ----------- | ------------------------------------------------------------ | ------------------------------------------------- |
| J 28A      | Vampire Mk 1  | 70    | 1946 – 1956 | Jaktflygplan                                                 | F 3, F 13, F 20                                   |
| J 28B      | Vampire Mk 50 | 310   | 1949 – 1965 | Jaktflygplan, Attackflygplan, Spaningsflygplan, Skolflygplan | F 4, F 8, F 9, F 10, F 11, F 14, F 15, F 18, F 21 |
| J 28C-1    | Vampire Mk 55 | 30    | 1953 – 1967 | Jaktflygplan, Skolflygplan                                   | F 4, F 5, F 14, F 15, F 18                        |
| J 28C-2    | Vampire Mk 55 | 15    | 1953 – 1967 | Skolflygplan                                                 | F 5                                               |
| J 28C-3    | Vampire Mk 55 | 12    | 1953 –1967  | Skolflygplan                                                 | F 5                                               |

### Bevarade J 28
Ett exemplar av vardera J 28A, J 28B och J 28C finns idag bevarade på Flygvapenmuseum i Linköping.
Sedan början på 1990-talet finns det några privatägda civilregistrerade en- och tvåsitsiga Vampire i Sverige. Dessa är före detta schweiziska flygplan som aldrig tjänstgjort i Svenska flygvapnet även om de nu är målade som J 28.

## Användning i Schweiz

### Flz. DH 100 Mk. 6 (Vampire Mk 6)

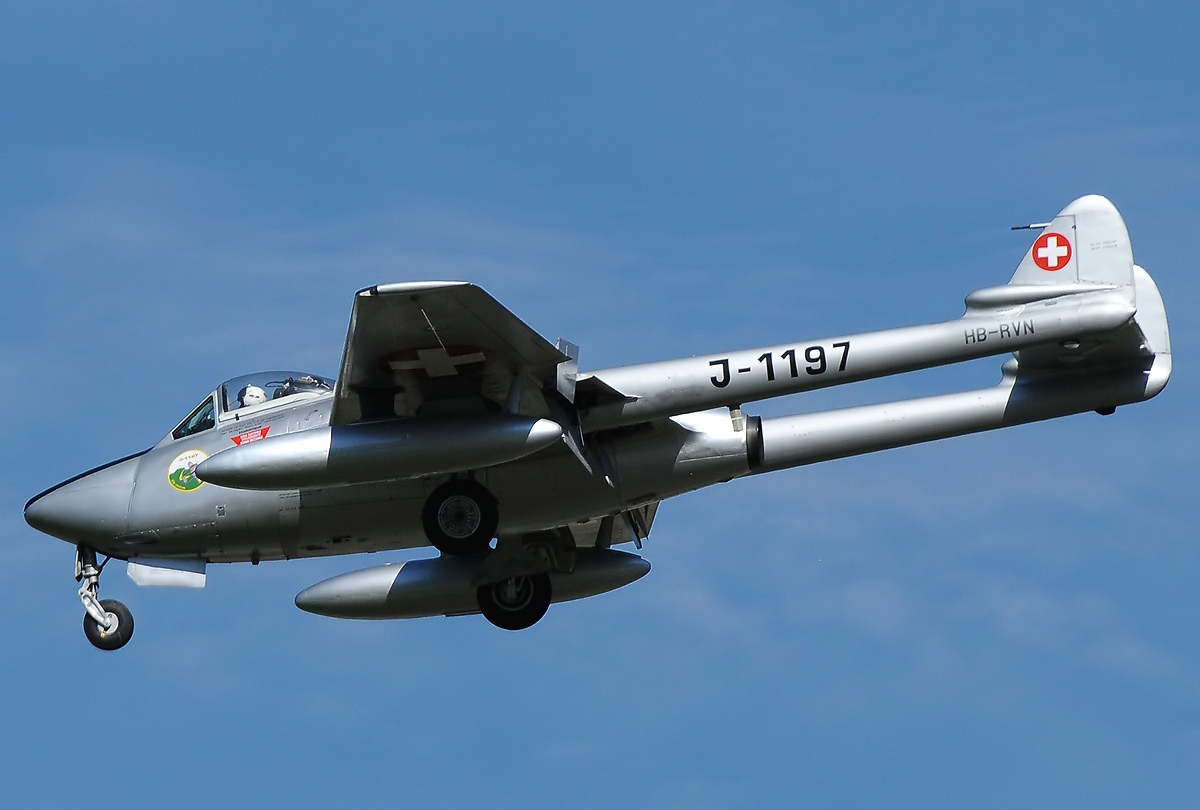
Schweizisk Vampire Mk 6 med senare förlängd nos.

Efter lyckade tjänsteförsök med några Vampire Mk 1 i några år beslutade Schweiz flygvapen att köpa in 75 stycken brittiskt byggda Vampire Mk 6 jaktbombflygplan 1949. Schweiz följde upp på detta med att köpa en licens för att bygga Vampire Mk 6 i Schweiz. 100 flygplan skulle byggas mellan 1951 och 1952 och produktionen sattes upp mellan flera olika företag. Flygplanskomponenter producerades av Pilatus Flugzeugwerke AG i Stans, Flug- und Fahrzeugwerke AG (FFA) i Altenrhein, samt två andra firmor i Schlieren och Grenchen, medan Eidgenössisches Flugzeugwerk (F+W) i Emmen utförde slutmontering av flygplanen.
I Schweiz fick typen beteckningen Flugzeug DH 100 Mk. 6 "Vampire" (kort Flz. DH 100 Mk. 6) på Tyska, samt Avion DH 100 Mk. 6 "Vampire" på franska. Schweiziska Vampire Mk 6 var bestyckade med fyra stycken 20 mm Hispano mk.V automatkanoner, i Schweiz betecknade 20 mm Flugzeuge Kanone 48, kort 20 mm Flz Kan 48 (svenska: 20 mm flygplanskanon 48), och var försedda med en Goblin III-motor. Planen var likt sin brittiska förfader, Vampire Mk 5, kapabel att bära bomber och raketer. Under var vinge kunde en 200 kg sprängbomb bäras och under luftintagen kunde 8 stycken attackraketer typ 8 cm Flugzeuge Rakete Oerlikon, kort 8 cm Flz Rakete Oer (svenska: 8 cm flygraket Oerlikon), monteras. Dessa bomb- och raketlaster var unika för Schweiz. Förarkabinen var även försedd med instrument på både tyska och franska.
Schweiz kom enbart att använda Vampire som jaktflygplan fram till 1954 då de blev ersatta av Schweizbyggda de Havilland Venom, varefter de blev relegerade till attackflygplan. År 1960 modifierades överlevande flygplan med Martin-Baker Mark 2F/V katapultstolar för att öka säkerheten vid nöduthopp. Samma år byggdes även 3 nya flygplan från reservdelar.
År 1968 blev Vampire helt ersatt som attackflygplan av Schweiziska Hawker Hunter och blev därefter relegerade till ensitsiga skolflygplan. På 1970-talet blev 55 överlevande Vampire Mk 6 modifierade med en ny förlängd nos för att kunna förses med UHF-radio och ett igenkänningssystem. 1978 blev 12 individer modifierade till målbogseringsflygplan och målade i svartröd randmålning.
Schweiz kom att bruka Vampire Mk 6 fram till 1990 i olika roller vartefter alla överlevande flygplan skrotades eller såldes.

## Användning i Finland

### VA (Vampire Mk 52)

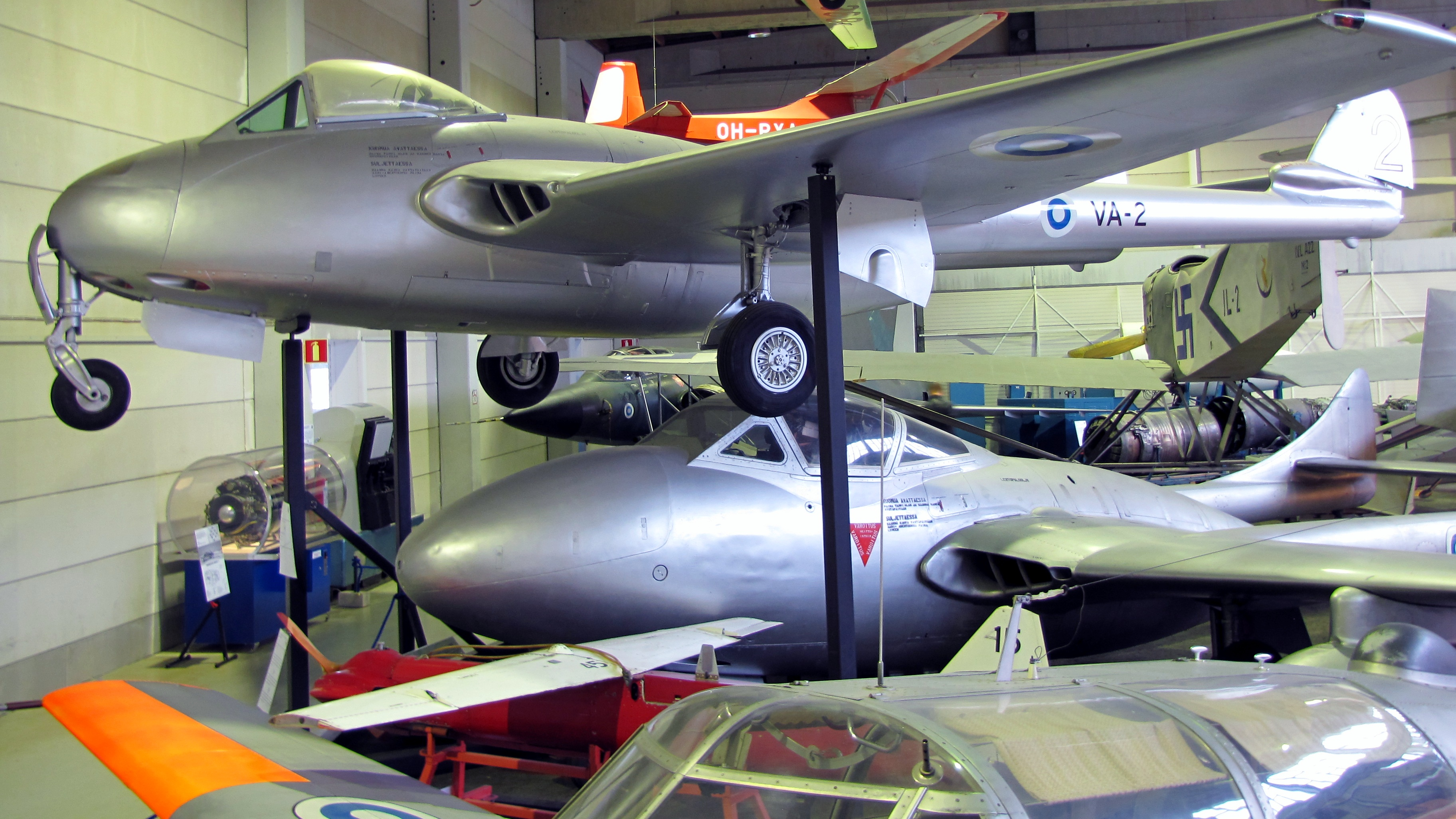
Bevarade VA och VT "Vamppi". VA-2 (övre) och VT-9 (nedre).

Det finländska flygvapnet kom in i jetåldern den 22 januari 1953, när den första av tre Vampire Mk 52 landade på Björneborgs flygfält. Ledare för gruppen var de Havillands testpilot George Thornton. Under sommaren samma år levererades ytterligare tre flygplan. I Finland fick Vampire Mk 52 beteckning VA (från Vampire) och de sex individerna fick koderna VA-1 till VA-6. Typen kallades populärt för "Vamppi".
Anledningen att inga fler än 6 individer inskaffades berodde på de militära begränsningar Finland fick efter andra världskriget i och med deras samarbeta med axelmakterna. Parisfreden 1947 begränsade Finlands flygvapen till 60 stridsflygplan, varav majoriteten av dessa platser uppfylldes av existerande materiell vid införskaffandet av Vampire Mk 52.
VA var först baserad vid 2:a flottiljen (som från 1957 hette Satakunta flygflottilj) i Björneborg. I slutet på 1950-talet överfördes dock flygplanen till 1:a flygflottiljen (från 1957 Tavastlands flygflottilj i Tikkakoski). 3:e flottiljens (från 1957 Karelens flygflottilj) huvudbas på 1950-talet var den grusbelagda banan i Uttis, vilket gjorde att flygplanen enbart kunde starta och landa där på vintrarna.

### VT (Vampire Mk 55)
Trots det begränsade antalet stridsflygplan fanns det ingen begränsning på skolflygplan, även om dessa kunde agera stridsflygplan som en sekundär roll. Därför inskaffades nio tvåsitsiga Vampire Mk 55 år 1955. I Finland fick denna typbeteckningen VT (för Vampire trainer) och de nio individerna fick koderna VT-1 till VT-9.
VT kom att tjänstgöra vid samma flottiljer som VA.
Sista flygningen med VT i det finländska flygvapnet skedde den 15 juli 1965 vid Luonetjärvi då VT-8 flögs av överste Aimo Huhtala.

## Varianter

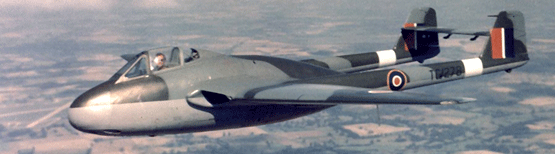
Vampire Mk. 1 var den första varianten av Vampire och har unika sidroderfenor bland alla Vampire-varianter.

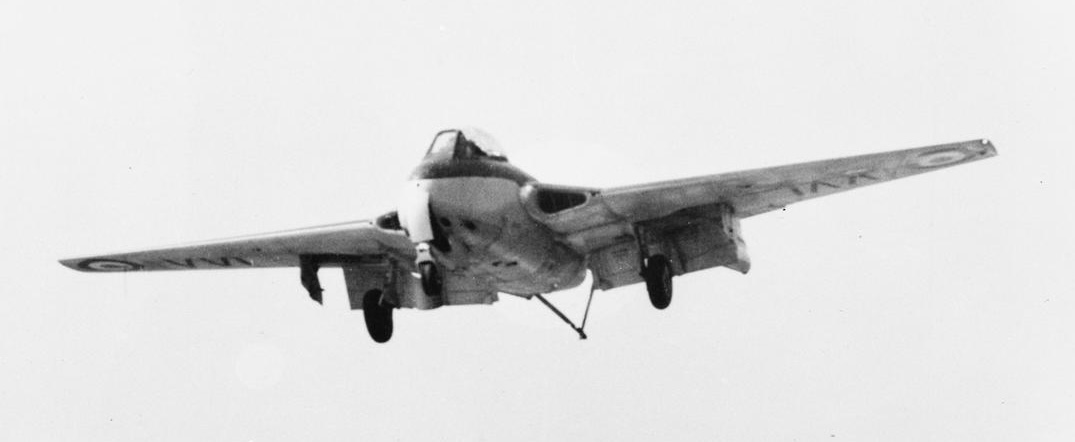
Sea Vampire Mk. 20 var en hangarfartygsbaserad variant av Vampire som var försedd med bromskrok.

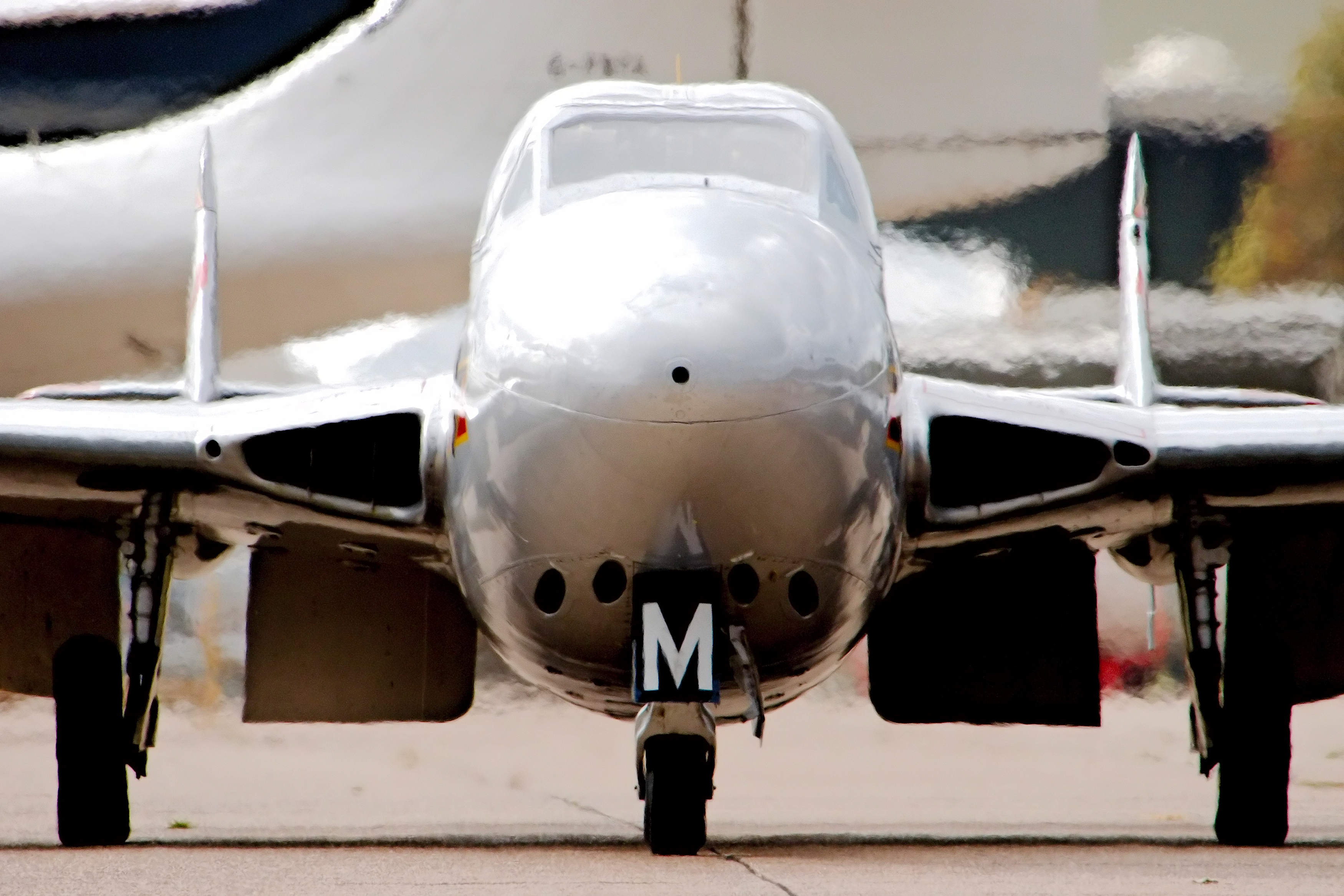
Vampire Mk. 11 var en skolvariant av Vampire som var försedd med tvåsitsig förarkabin.

### Benämningar
Det finns ett otal varianter av Vampire. Vissa varianter har inte ens typbeteckningar för att särskilja dem, till exempel Vampire F.1, som förekom med antingen Goblin I- eller Goblin II-motor.
Något som bör förtydligas gällande namn av Vampire-varianter är att det finns flera olika beteckningssystem för typen. Vanliga delbeteckningar är DH 100, DH 113 och DH 115. Dessa tillhör fabrikören de Havillands beteckningssystem och agerar produktnamn för huvudtyper:
- DH 100 har ensitsig förarkabin och enkelnos
- DH 113 har tvåsitsig förarkabin och radarnos
- DH 115 har tvåsitsig förarkabin och enkelnos

Andra vanliga delbeteckningar är bokstäverna F, FB, NF, T och PR, etc; vilka skrivs ihop med modellnummer (Mark, Mk) för att förkorta namnet på en variant, till exempel F.1 för F. Mk.1. Dessa bokstäver tillhör det brittiska flygvapnets beteckningssystem och är förkortningar för variantens avsedda roll.
- F står för Fighter (Jaktflygplan)
- FB för Fighter-Bomber (Jaktbombflygplan)
- NF för Night-Fighter (Nattjaktflygplan)
- T för Trainer (Skolflygplan)
- PR för Photo-Reconnaissance (Spaningsflygplan)

De olika modellnumren följer också ett beteckningssystem baserat på deras nummer:
- Mk 1 till Mk 19 tillhör de modeller som konstruerats för bruk i Storbritanniens flygvapen
- Mk 20 till Mk 29 tillhör de modeller som konstruerats för bruk i Storbritanniens flotta
- Mk 30 till Mk 39 tillhör de modeller som konstruerats för bruk i Australiens flygvapen
- Mk 40 till Mk 49 tillhör okänd serie
- Mk 50 till Mk 59 tillhör de modeller som konstruerats för export

### Lista över varianter
Nedan beteckningar i tjock text följer de Havillands mark-nummer (mk) medan beteckningar i lutande text följer flygvapenbeteckningar eller andra beteckningar, först full beteckning följt av förkortad beteckning.
Notera att flera av nedan beteckningar historiskt vid tillfällen har skrivits utan punkter, men skrivs med punkter nedan för att se så formellt ut som möjligt. Punkt används för att visa att föregående bokstäver är en förkortning, till exempel Mk. för Mark, och F. för Fighter. Det bör även nämnas att det brittiska flygvapnet använde romerska nummer under 1940-talet; så beteckningarna Vampire Mk. 1, Mk. 3 och Mk. 5, som exempel, skrevs till en början Mk. I, Mk. III och Mk. V.

#### Vampire Mk. 1 – 19
Modeller konstruerade för Storbritanniens flygvapen.

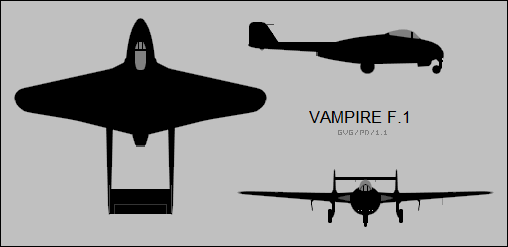
D.H. 100 Vampire Mk. 1
| - Vampire F. Mk. 1 – Vampire F.1 – (Goblin I variant) – ensitsig jaktflygplan; beväpning: 4 × 20 mm Hispano Mk 2 akan; motor: Goblin I; runda vingspetsar i jämförelse med senare modeller; 40 byggda - Vampire F. Mk. 1 – Vampire F.1 – (Goblin II variant) – ensitsig jaktflygplan; beväpning: 4 × 20 mm Hispano Mk 2 akan; motor: Goblin II; uppdaterad version med Goblin II motor; 118 byggda | - Flygplan 28A – J 28A Vampire – (1946 konfiguration) – ensitsig jaktflygplan; beväpning: 4 × 20 mm akan m/46 akan; motor: RM1; liknande F.1 fast med förarkabininstrument i metersystemet; 70 byggda - Flygplan 28A – J 28A Vampire – (1950 konfiguration) – år 1950 uppdaterades J 28A med nerkortade kvadratiska vingspetsar i regi med F.B.5; 63 konverterade |

D.H. 100 Vampire Mk. 2
| - Vampire F. Mk. 2 – Vampire F.2 – ensitsig jaktflygplan; beväpning: 4 × 20 mm Hispano Mk 2 akan; motor: Rolls-Royce Nene; Nene-variant av Vampire; försedd med nya ovala sidroderfenor och mer bränsle; 5 prototyper skapade (2 nybyggda + 3 konverteringar) |

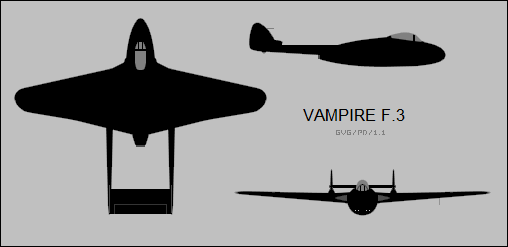
D.H. 100 Vampire Mk. 3
| - Vampire F. Mk. 3 – Vampire F.3 – ensitsig jaktflygplan; beväpning: 4 × 20 mm Hispano Mk 5 akan; motor: Goblin II; uppdaterad F.1 med nya ovala sidroderfenor och mer bränsle; 224 byggda |

D.H. 100 Vampire Mk. 4
| - Vampire F.B. Mk. 4 – Vampire F.B.4 – ensitsig jaktbombflygplan; beväpning: 4 × 20 mm Hispano Mk 5 akan; motor: Nene; jaktbombvariant av F.2; ej byggd |

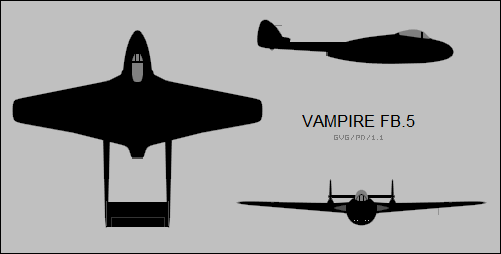
D.H. 100 Vampire Mk. 5

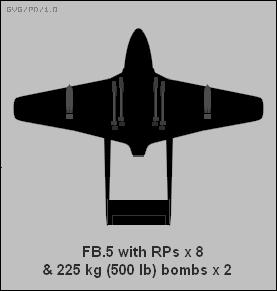
Balklägen hos jaktbombvarianter av Vampire

| - Vampire F.B. Mk. 5 – Vampire F.B.5 – ensitsig jaktbombflygplan; beväpning: 4 × 20 mm Hispano Mk 5 akan, 2 × bomblägen, 4 × raketlägen; motor: Goblin II; jaktbombvariant av F.3 uppdaterad med nerkortade kvadratiska vingspetsar och balklägen för bomber och raketer; 1 123 byggda |

D.H. 100 Vampire Mk. 6
| - Flugzeug DH 100 Vampire – Flz DH 100 Vampire – (1949 modifikation) – ensitsig jaktbombflygplan; beväpning: 4 × 20 mm Flz Kan 48 HS akan, 2 × bomblägen, 4 × raketlägen; motor: Goblin III; FB.5 variant för Schweiz med Goblin III motor; 75 byggda av de Havilland, 100 byggda i Schweiz av F+W, Pilatus och FFA - Flugzeug DH 100 Vampire – Flz DH 100 Vampire – (1960 modifikation) – schweiziska Mk.6 uppdaterades med Martin-Baker Mark 2F/V katapultstolar 1960; okänt antal uppdaterade - Flugzeug DH 100 Vampire – Flz DH 100 Vampire – (1970-tal modifikation) – schweiziska Mk.6 uppdaterades med förlängd elektroniknos på 1970-talet; 55 uppdaterade - Flugzeug DH 100 Vampire – Flz DH 100 Vampire – (1978 modifikation) – schweiziska Mk.6 uppdaterade till målbogseringsflygplan 1978; 12 uppdaterade |

D.H. 100 Vampire Mk. 7
| - Vampire F.B. Mk. 7 – Vampire F.B.7 – jaktbombflygplan; okända detaljer |

D.H. 112 Vampire Mk. 8
| - Vampire F.B. Mk. 8 – Vampire F.B.8 – ensitsig jaktbombflygplan; beväpning: 4 × 20 mm Hispano Mk 5 akan; motor: Ghost; 2 prototyper från Vampire Mk 5; utvecklades till de Havilland Venom |

D.H. 100 Vampire Mk. 9
| - Vampire F.B. Mk. 9 – Vampire F.B.9 – Vampire F.B. Mk. 5 försedda med klimatanläggning i höger luftintag; 348 byggda |

D.H. 113 Vampire Mk. 10
| - Vampire N.F. Mk. 10 – Vampire N.F.10 – tvåsitsig nattjaktflygplan med radarnos och förhöjda sidroderfenspetsar, samt ytterspetsar i linje med höjdrodret; beväpning: 4 × 20 mm Hispano Mk 5 akan; radar: AI Mk.10 radar; motor: Goblin III; 78 byggda - Vampire N.F.(T). Mk. 10 – Vampire N.F.(T).10 – Vampire N.F. Mk. 10 konverterad till skolflygplan; radar utbytt mot barlast; 36 konverteringar |

D.H. 115 Vampire Mk. 11
| - Vampire T. Mk. 11 – Vampire T.11 – (tidig produktion) – tvåsitsig skolflygplan baserad på Vampire NF.10 fast med utan radarnos; beväpning: 4 × 20 mm Hispano Mk 5 akan; motor: Goblin III; 143 byggda - Vampire T. Mk. 11 – Vampire T.11 – (senare produktion) – tvåsitsig skolflygplan baserad på N.F.10; beväpning: 4 × 20 mm Hispano Mk 5 akan; motor: Goblin III; vid produktionen av flygskrov 144 av Vampire T.11 introducerades en förbättrad förarkabin med mer utrymme, bättre sikt (helfönster istället för växthusfönster) och katapultstolar, samt förlängda förbättrade sidroderfenor; 383 byggda |

#### Vampire Mk. 20 – 29
Modeller konstruerade för Storbritanniens flotta.
D.H. 100 Vampire Mk. 20

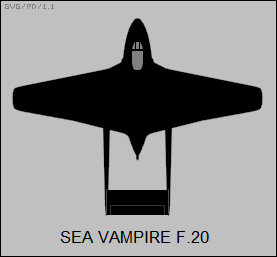
D.H. 100 Vampire Mk. 20 (Sea Vampire) med förlängd stjärt och bromskrok

| - Sea Vampire F. Mk. 20 – Sea Vampire F.20 – ensitsig jaktflygplan för hangarfartyg baserad på F.3; beväpning: 4 × 20 mm Hispano Mk 5 akan, motor: Goblin II; försedd med större vingklaffar, större luftbromsar, bromskrok och kraftigare landställ med längre stötdämpare; 18 byggda från Vampire F.3 och F.B.5 |

D.H. 100 Vampire Mk 21
| - Sea Vampire F. Mk. 21 – Sea Vampire F.21 – ensitsig jaktflygplan för hangarfartyg baserad på F.20; beväpning: 4 × 20 mm Hispano Mk 5 akan, motor: Goblin II; liknande F.20 men med förstärkt buk och andra småförändringar för hangarbuklandningar; 2 byggda |

D.H. 115 Vampire Mk 22
| - Sea Vampire T. Mk. 22 – Sea Vampire T.22 – tvåsitsig skolflygplan baserad på Vampire T.11 för brittiska flottan; beväpning: 4 × 20 mm Hispano Mk 5 akan; motor: Goblin III; 73 byggda |

#### Vampire Mk. 30 – 39
Modeller konstruerade för Australien.
D.H. 100 Vampire Mk. 30
| - A79 Vampire Mk.30 – Vampire F. Mk. 30 – Vampire F.30 – (tidig konfiguration) – ensitsig jaktflygplan; beväpning: 4 × 20 mm Hispano Mk 5 akan; motor: CAC Nene 2-VH; variant för Australiens flygvapen utvecklad från Vampire F.2; försedd med 2 extra luftintag (så kallade elefantöron) på ryggen bakom förarkabinen; 80 beställda, 57 byggda under licens av de Havilland Aircraft Pty Ltd (DHA), även kallad de Havilland Australia, med motorer från Commonwealth Aircraft Corporation (CAC) - A79 Vampire Mk.30 – Vampire F. Mk. 30 – Vampire F.30 – (sen konfiguration) – Vid okänt datum modifierades alla Vampire Mk.30 genom att flytta "elefantöron"-luftintagen ner till buken under vingarna för att öka manöverprastanda vid höga machtal; runt 29 modifierade - A79 Vampire Mk.30 – (måldragare) – 1956 modifierades ett antal Vampire Mk.30 till målbogserare; minst 2 modifierade |

D.H. 100 Vampire Mk. 31

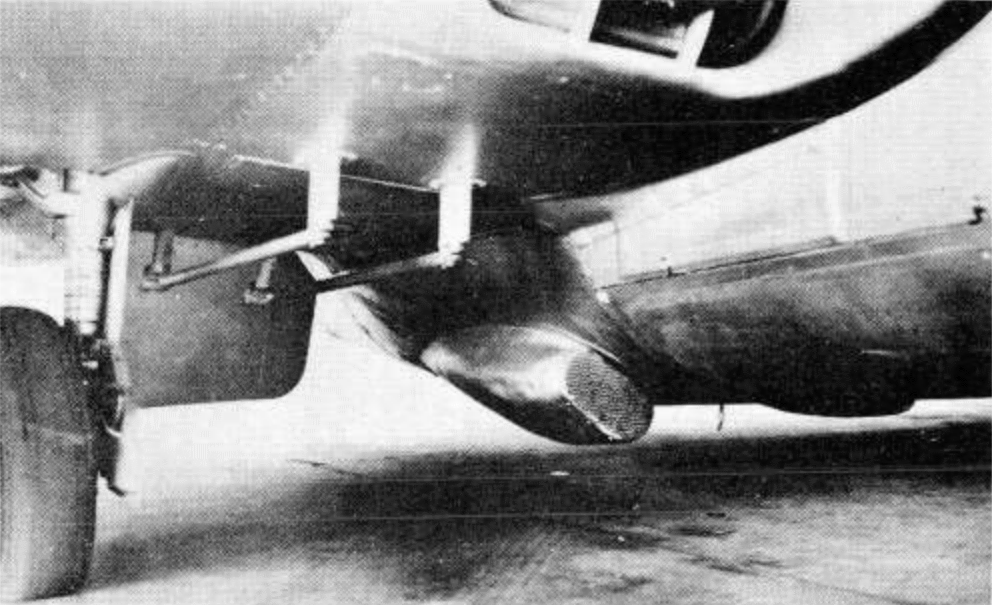
De extra luftintagen på en D.H. 100 Vampire Mk. 31

| - A79 Vampire Mk.31 – Vampire F.B. Mk. 31 – Vampire F.B.31 – ensitsig jaktbombflygplan; beväpning: 4 × 20 mm Hispano Mk 5 akan, 2 × bomblägen, 4 × raketlägen; motor: CAC Nene 2-VH; jaktbombvariant av Vampire F.30 uppdaterad med nerkortade kvadratiska vingspetsar, förstärkta vingar, balklägen för bomber och raketer, samt att "elefantöron"-luftintagen flyttats från ryggen ner till buken under vingarna för att öka manöverprestanda vid höga machtal; 23 byggda under licens av de Havilland Aircraft Pty Ltd (DHA), även kallad de Havilland Australia, med motorer från Commonwealth Aircraft Corporation (CAC), samt ytterligare 28 konverterade från Vampire Mk. 30 vid senare datum - A79 Vampire Mk.31TT – en Vampire Mk.31 ombyggd till målbogserare år 1953 på försök - A79 Vampire Mk.31 – (måldragare) – 1956 modifierades ett antal Vampire Mk.31 till målbogserare med katapultstol; minst 4 modifierade |

D.H. 100 Vampire Mk. 32
| - A79 Vampire Mk.32 – Vampire F.B. Mk. 32 – Vampire F.B.32 – Förslagen uppgradering av Vampire F.31 försedd med klimatanläggning, större luftintag och katapultstol; funktionsförsök utförda på A79-737; projekt nerlagt på grund av att produktion av Vampire Mk.30/31 skulle avslutas |

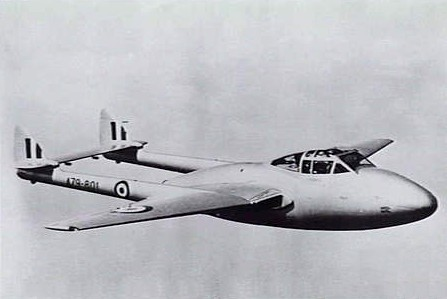
D.H. 115 Vampire Mk. 33
| - A79 Vampire Mk.33 – Vampire T. Mk. 33 – Vampire T.33 – tvåsitsig skolflygplan; beväpning: 4 × 20 mm Hispano Mk 5 akan, 2 × bomblägen, 4 × raketlägen; motor: Goblin 35; exportvariant av Vampire T.11 för Australiens flygvapen; byggd med tidig Vampire T.11 förarkabin och roder; 36 byggda under licens av Commonwealth Aircraft Corporation (CAC) och de Havilland Australia |

D.H. 115 Vampire Mk. 34
| - A79 Vampire Mk.34 – Vampire T. Mk. 34 – Vampire T.34 – tvåsitsig skolflygplan; beväpning: 4 × 20 mm Hispano Mk 5 akan; motor: Goblin 35; exportvariant av Sea Vampire T.22 för Australiens flotta; byggd med tidig Vampire T.11 förarkabin och roder; 5 byggda under licens av Commonwealth Aircraft Corporation (CAC) och de Havilland Australia - A79 Vampire Mk.34A – Vampire T. Mk. 34A – Vampire T.34A – A79 Vampire Mk.34 uppdaterad med senare Vampire T.11 förarkabin med katapultstolar men ej nya sidroderfenor; 3 konverterade och en nybyggd |

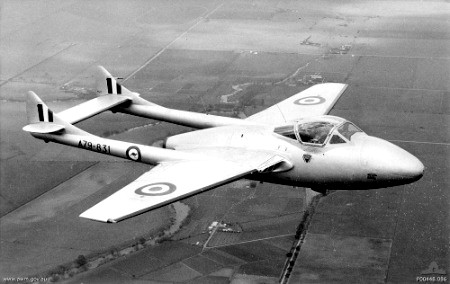
D.H. 115 Vampire Mk. 35A

| D.H. 115 Vampire Mk. 35 - A79 Vampire Mk.35 – Vampire T. Mk. 35 – Vampire T.35 – tvåsitsig skolflygplan; beväpning: 4 × 20 mm Hispano Mk 5 akan, 2 × bomblägen, 4 × raketlägen; motor: Goblin 35; exportvariant av Vampire T.11 för Australiens flygvapen; byggd med senare Vampire T.11 förarkabin och roder; en T.33 konverterad och 70 byggda under licens av Commonwealth Aircraft Corporation (CAC) och de Havilland Australia - A79 Vampire Mk.35A – Vampire T. Mk. 35A – Vampire T.35A – A79 Vampire Mk.33 uppdaterad med senare Vampire T.11 förarkabin med katapultstolar och förlängda sidroderfenor; 32 konverterade från T.33 - A79 Vampire Mk.35W – Vampire T. Mk. 35W – Vampire T.35W – A79 Vampire Mk.35 som använt upp flygtimmarna på sina vingar fick de ersätta med vingar tagna från skrotade T.33 och T.35A som fortfarande hade flygtimmar kvar på sina vingar. Då dessa vingar var utrustade med säcktankar i vingarna med mindre bränslekapacitet döptes ombyggda T.35 till T.35W; runt 8 ombyggda |

#### Vampire Mk. 50 – 59
Modeller konstruerade för export.
| D.H. 100 Vampire Mk. 50 - Flygplan 28B – J 28B – exportversion av Vampire F.B. Mk. 6 för Sverige; 310 byggda |

| D.H. 100 Vampire Mk. 51 - Vampire F.B. Mk. 51 – Vampire F.B.51 – exportversion av Vampire F.B. Mk. 6 för Frankrike; 67 de Havilland-producerade flygplan ihopsatta av SNCASE (Sud-Est), samt 120 nytillverkade flygplan på licens av SNCASE (Sud-Est) |

D.H. 100 Vampire Mk. 52

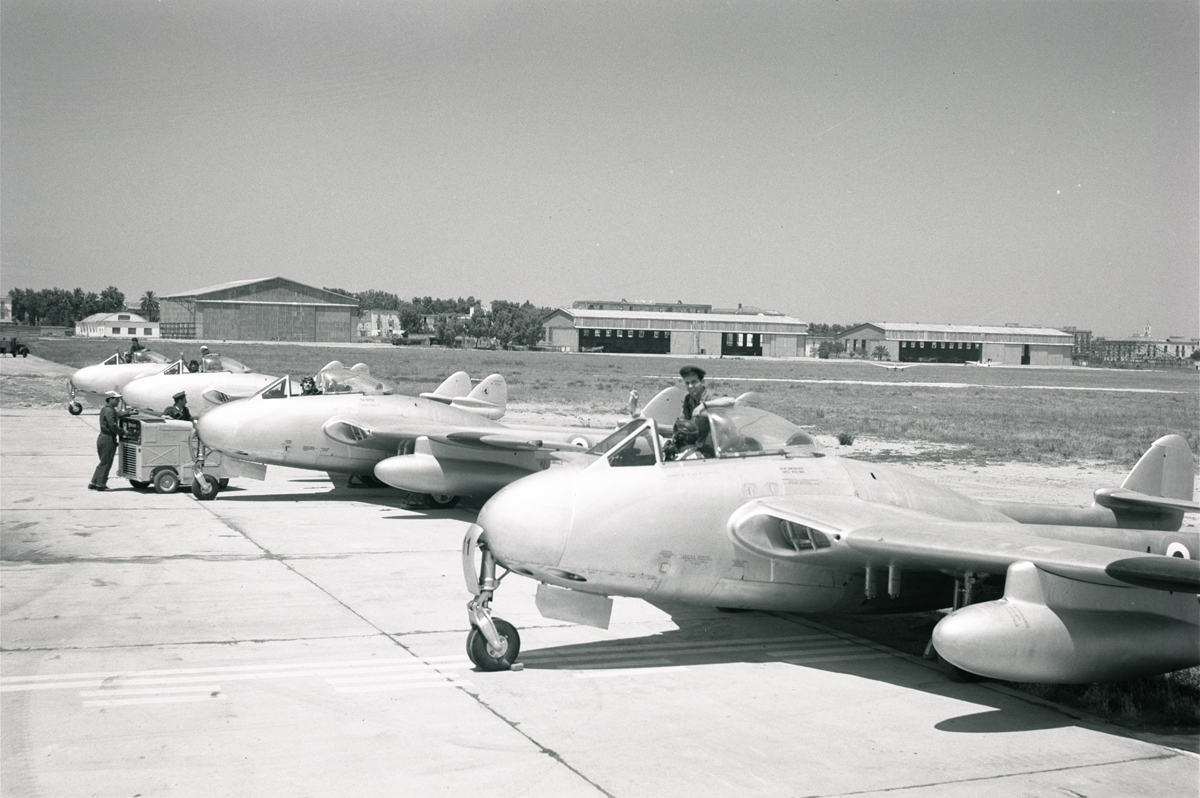
D.H. 100 Vampire Mk. 52A

| - Vampire F.B. Mk. 52 – Vampire F.B.52 – exportversion av Vampire F.B. Mk. 6; massproducerad | - Vampire F.B. Mk. 52A – Vampire F.B.52A – exportversion av Vampire F.B. Mk. 6 för Italien; massproducerad |

D.H. 100 Vampire Mk. 53
| - SE.530 Mistral – Vampire F.B. Mk. 53 – Vampire F.B.53 – ensitsig jaktbombflygplan för Frankrike; beväpning: 4 × 20 mm Hispano Mk 5 akan, 2 × bomblägen, 4 × raketlägen; motor: Nene 102; 4 prototyper byggda på licens av SNCASE (Sud-Est) - SE.532 Mistral – Vampire F.B. Mk. 53 – Vampire F.B.53 – ensitsig jaktbombflygplan för Frankrike, produktionsversion av SE.530; beväpning: 4 × 20 mm Hispano Mk 5 akan, 2 × bomblägen, 4 × raketlägen; motor: Nene 102; 93 byggda på licens av SNCASE (Sud-Est) - SE.535 Mistral – Vampire F.B. Mk. 53 – Vampire F.B.53 – ensitsig jaktbombflygplan för Frankrike, förbättrad variant av SE.532; beväpning: 4 × 20 mm Hispano Mk 5 akan, 2 × bomblägen, 4 × raketlägen; motor: Nene 102; 150 byggda på licens av SNCASE (Sud-Est) |

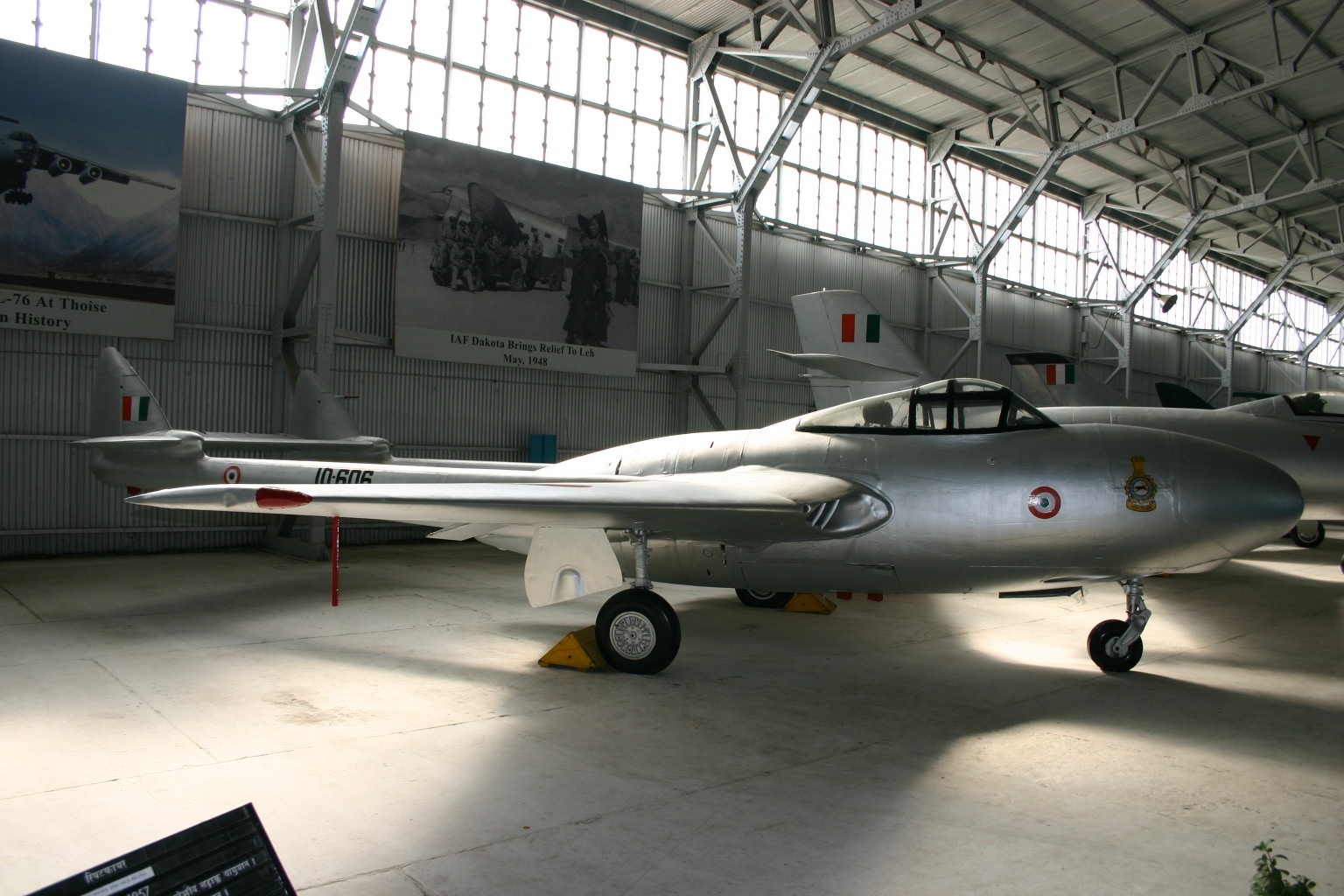
D.H. 113 Vampire Mk. 54 från Indiska flygvapnet

| D.H. 113 Vampire Mk. 54 - Vampire N.F. Mk. 54 – Vampire N.F.54 – exportversion av Vampire N.F. Mk. 10; massproducerad |

D.H. 115 Vampire Mk. 55

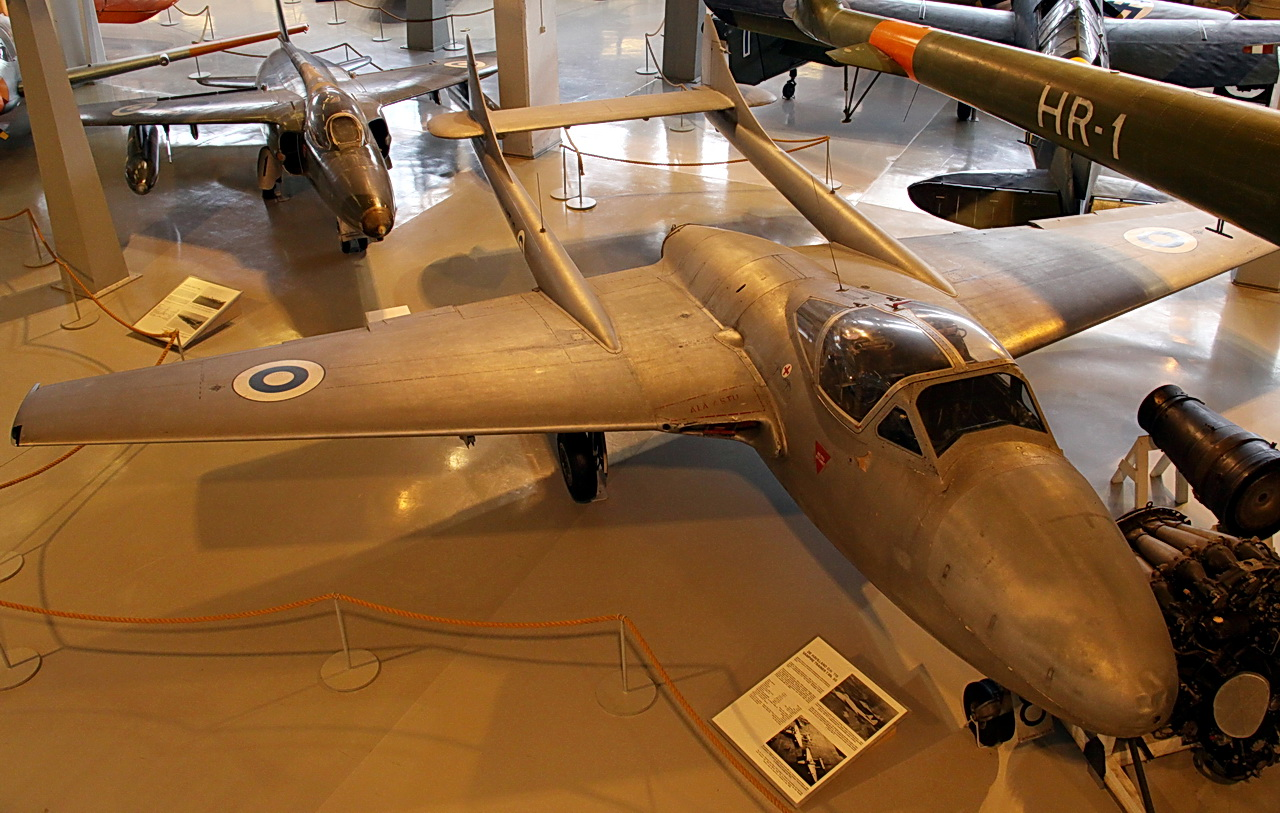
D.H. 115 Vampire Mk. 55 från Finska flygvapnet

| - Vampire T. Mk. 55 – Vampire T.55 – exportversion av Vampire T. Mk. 11; massproducerad - Vampire P.R. Mk. 55 – Vampire P.R.55 – Vampire T. Mk. 55 konverterad till spaningsflygplan i Indien; 5 konverterade | - Flygplan 28C-1 – J 28C-1 – (tidigt utförande) – exportversion av Vampire T.11 för Sverige; försedd med tidig Vampire T.11 förarkabin och sidroderfenor; 3 byggda (28411, 28412, 28413) - Flygplan 28C-1 – J 28C-1 – (senare utförande) – exportversion av Vampire T.11 för Sverige; försedd med tidig Vampire T.11 förarkabin och senare förlängda sidroderfenor; 27 byggda | - Flygplan 28C-2 – J 28C-2 – Vampire T. Mk. 55A – Vampire T.55A – exportversion av Vampire T.11 för Sverige; försedd med senare Vampire T.11 förarkabin utan katapultstol, samt senare förlängda sidroderfenor; ej beväpnad; 15 byggda - Flygplan 28C-3 – J 28C-3 – J 28B ombyggd till skolflygplan; nästintill identisk med J 28C-2; 12 konverterade av Centrala Flygverkstaden Malmslätt (CVM) med framkroppar från de Havilland |

## Användare
- Australien
- Burma (Myanmar)
- Ceylon (Sri Lanka)
- Chile
- Dominikanska Republiken
- Egypten
- Irland
- Finland
- Frankrike
- Indien
- Indonesien
- Irak
- Italien
- Japan
- Jordanien
- Kanada
- Libanon
- Mexiko
- Nya Zeeland
- Norge
- Portugal
- Rhodesia (Zimbabwe)
- Sydafrika
- Schweiz
- Storbritannien
- Sverige
- Syrien
- Venezuela
- Österrike

## Galleri

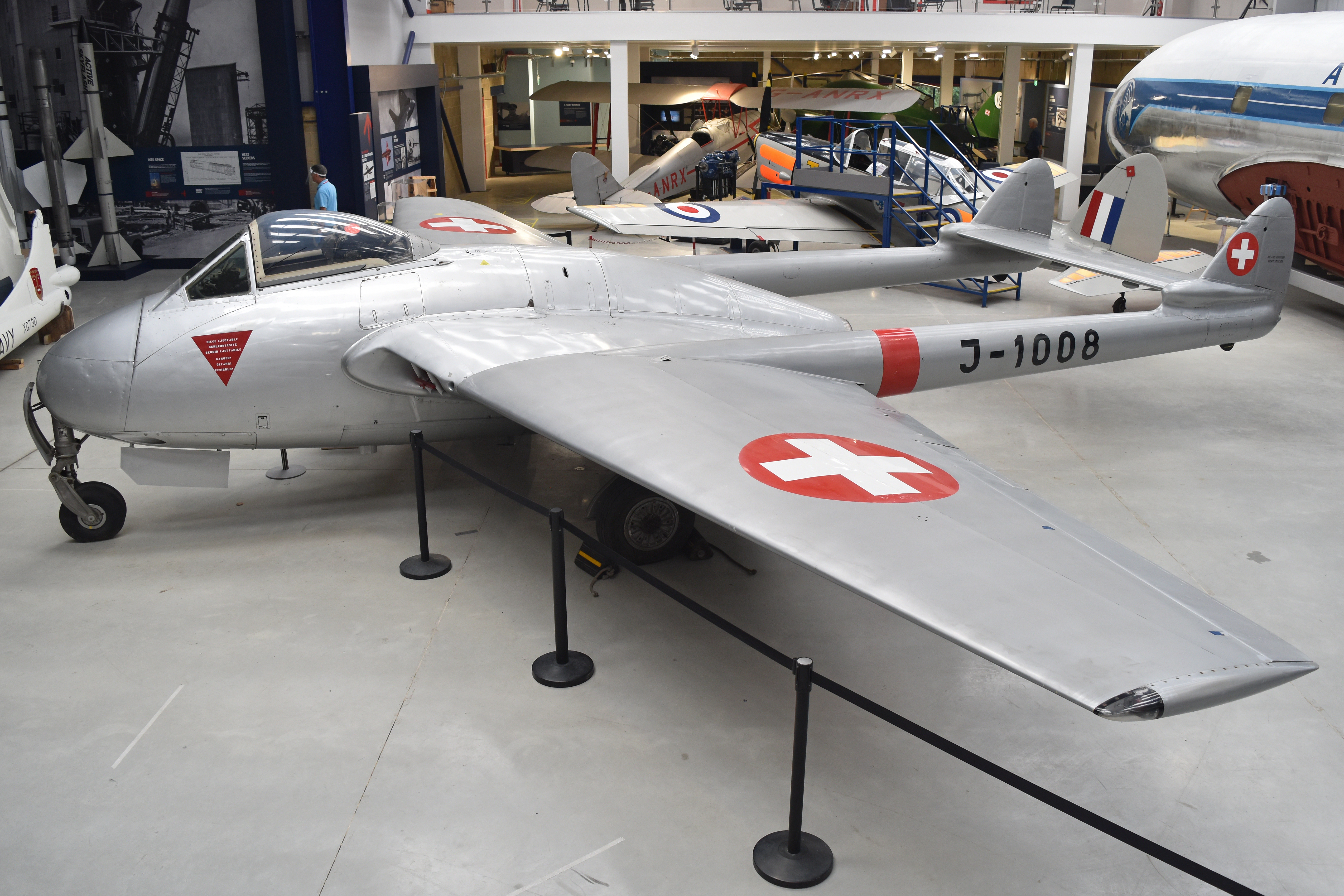
Schweizisk Vampire Mk. 6
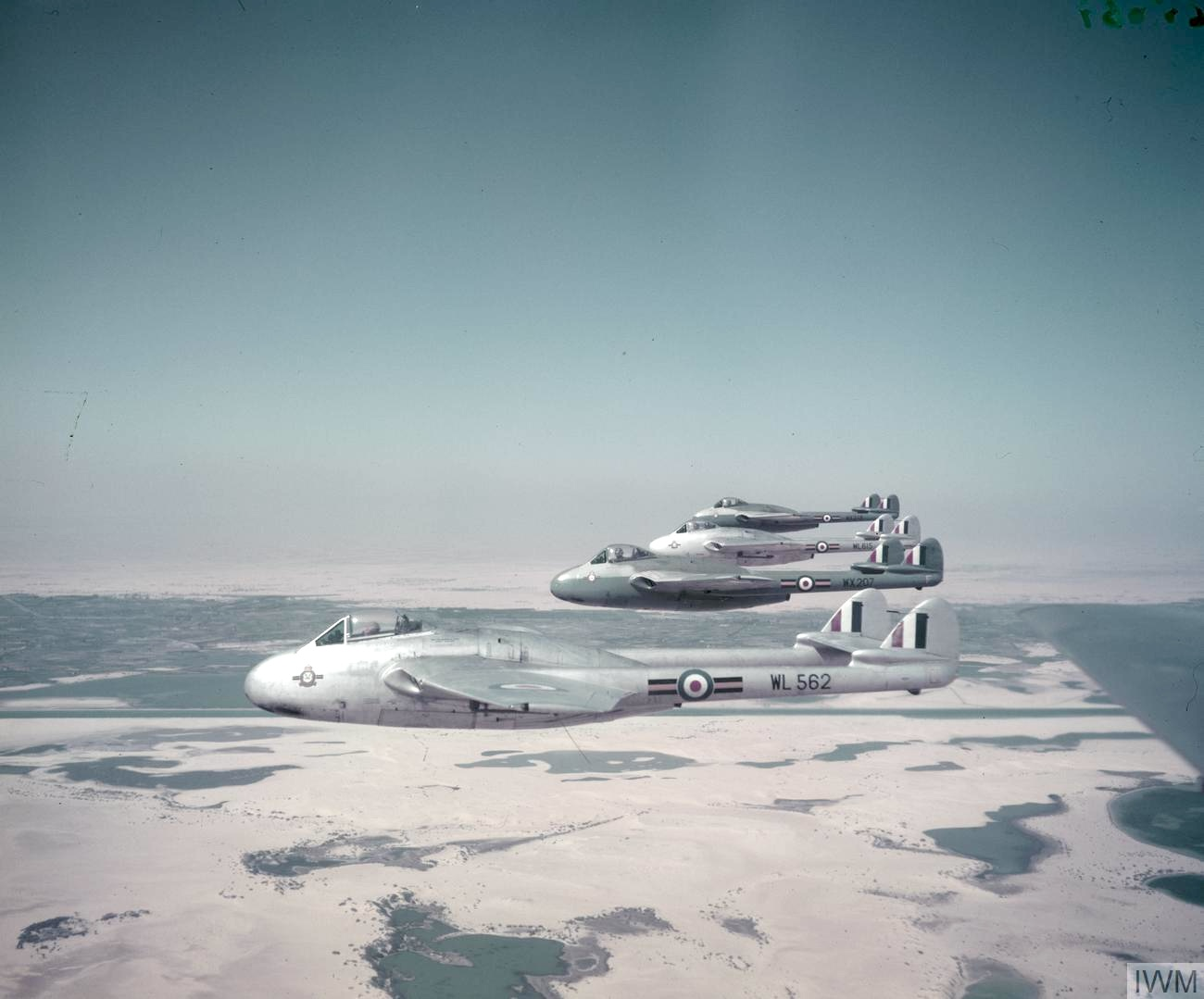
Brittiska Vampire Mk. 9 under flygning
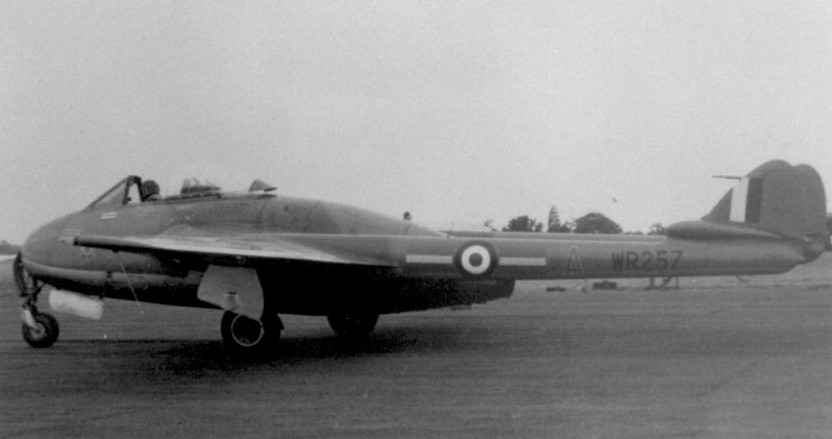
En Vampire Mk. 9 från skvadron 613, Storbritanniens flygvapen
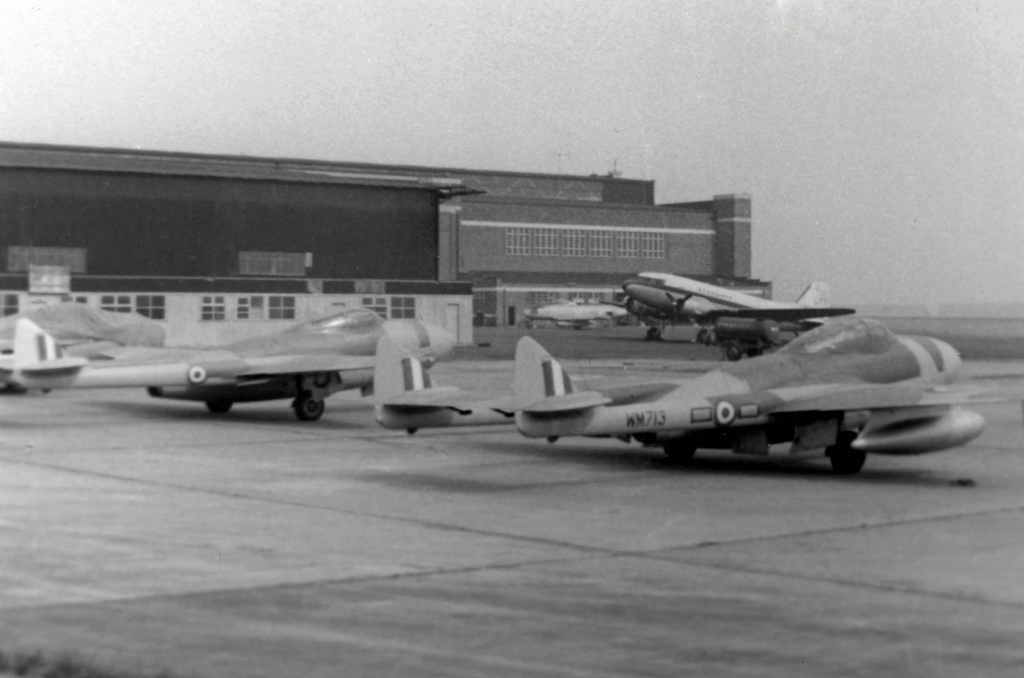
Vampire Mk. 10 nattjaktflygplan med radarnos
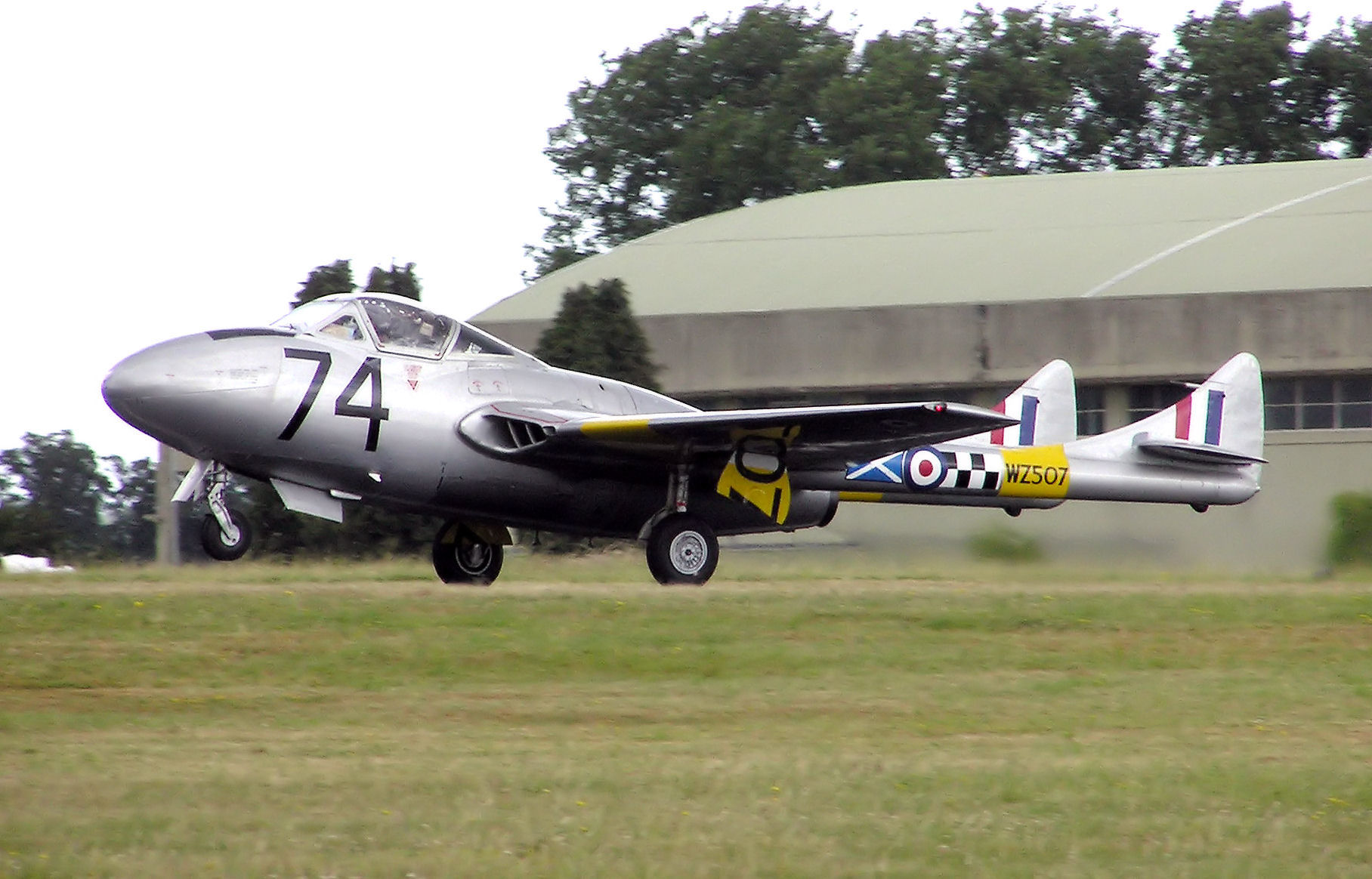
Flygvärdig Vampire Mk. 11 under Kemble Air Day, Gloucestershire, England, 2004